# The Number of the Beast (single)
The Number of the Beast is een single van Iron Maiden. Het nummer verscheen op 26 april 1982 en was de tweede single van het album The Number of the Beast. Het werd op 3 januari 2005 heruitgegeven.

## Tracklist
1. "The Number of the Beast" (Steve Harris)
2. "Remember Tomorrow" (live in Italië) (Paul Di'Anno, Steve Harris)

## Bezetting
- Bruce Dickinson - zang
- Dave Murray - gitaar
- Adrian Smith - gitaar
- Steve Harris - basgitaar
- Clive Burr - drums